# Suo Di
Suo Di (chinesisch 索敌, Pinyin Suŏ Dí; * 18. Februar 1993 in Pizhou, Xuzhou, Jiangsu, Volksrepublik China) ist eine chinesische Badmintonspielerin. 

## Karriere
Suo Di gewann bei der Badminton-Juniorenweltmeisterschaft 2009 Bronze im Dameneinzel gefolgt von Gold bei der Junioren-Badmintonasienmeisterschaft 2010 und Bronze bei der Badminton-Juniorenweltmeisterschaft 2010. Bei den Macau Open 2010 wurde sie ebenso Neunte im Dameneinzel wie bei den Vietnam Open 2010 und dem Indonesia Open Grand Prix Gold 2010.